# Tudor Vladimirescu (župa Brăila)
Tudor Vladimirescu je rumunská obec v župě Brăila. V roce 2011 zde žilo 2 107 obyvatel. Obec se skládá ze tří částí. Obec nese název po rumunském národním hrdinovi, vůdci Valašského povstání z roku 1821 Tudoru Vladimirescuovi.

## Části obce
- Tudor Vladimirescu – 947 obyvatel
- Comăneasca – 216
- Scorțaru Vechi – 944